# ذا فابلوس بيكر بويز
ذا فابلوس بيكر بويز (بالإنجليزية: The Fabulous Baker Boys)‏ هو فيلم رومانسي، كوميدي دراما موسيقي أمريكي من تأليف وإخراج ستيف كلوفز ومن بطولة جيف بريدجز، ميشيل فايفر وبو بريدجز، صدر الفيلم في 13 أكتوبر 1989.